# ESA Vigil
ESA Vigil, kurz Vigil, ist ein Projekt der ESA für eine Raumfahrtmission im Rahmen ihrer Sparte „Space Safety“ (Raumsicherheit). Vigil soll zur kontinuierlichen Sonnenbeobachtung und frühzeitigen Erfassung von koronalen Massenauswürfen, Flares und anderen potenziell für die Erde oder die Raumfahrt gefährliche Sonnenaktivitäten dienen. Zusätzlich soll das Raumfahrzeug auch Daten für die wissenschaftliche Untersuchung der Sonnenaktivität liefern. Die Finanzierung geschieht über Mittel zur Verbesserung der Weltraumsicherheit und nicht aus den Budgets für Wissenschaftsmissionen. Ein Start der Mission wird für das Jahr 2031 angestrebt.
Vigil ist neben Hera und Clearspace-1 eine der drei zentralen ESA-Missionen zur Förderung der Weltraumsicherheit. Das Projekt hatte den vorläufigen Namen Lagrange entsprechend dem vorgesehenen Einsatzort; der jetzige Name Vigil (von lateinisch vigilia „Nachtwache“) ist das Ergebnis eines Namenswettbewerbs und spielt auf die Funktion der Mission als Wächter an.
Das Space Weather Service Network der ESA im belgischen Ukkel wertet die Informationen von verschiedenen Satelliten und Weltraumobservatorien aus und gibt ständig aktuelle Informationen über das Weltraumwetter heraus. Die Daten von Vigil sollen frühere spezifische Weltraumwetterwarnungen ermöglichen. Damit könnten verwundbare Systeme wie Satelliten, Stromnetze und Kommunikationssysteme vorbereitet und vor schädlichen Auswirkungen geschützt werden.
Im Gegensatz zu den bisherigen wissenschaftlichen Missionen zur Beobachtung des Sonnenwinds und der Sonnenaktivität, die ihre Daten sammeln und in regelmäßigen Abständen zur Erde senden, würde Vigil die Daten nicht speichern, sondern wie ein Wettersatellit in ständigem Kontakt zu einer Bodenstation stehen und permanent aktualisierte Daten zur Auswertung liefern.

## Stationierung an Lagrangepunkt L5

Die Lage der Lagrange-Punkte im System Erde-Sonne

Schon seit vielen Jahren werden Raumfahrzeuge mit Instrumenten zur Sonnenbeobachtung und zur Messung von Partikeln, elektrischen und magnetischen Feldern am Lagrangepunkt L1 des Erde-Sonne-Systems stationiert. Beispiele sind SOHO, Wind, Genesis, ACE, DSCOVR, Aditya-L1. Sonden an L1 haben einen ungestörten Blick auf die Sonne und befinden sich noch vergleichsweise nahe an der Erde. Wird mit einem der Instrumente ein gefährliches Ereignis beobachtet, so bleibt nur noch wenig Zeit, um darauf zu reagieren.
Die Sonne dreht sich mit einer siderischen Rotationsperiode von 25,38 Tagen. Von L5 aus könnte Vigil einen Bereich der Sonnenoberfläche sehen, lange bevor er sich in den Sichtbereich von der Erde und Lagrangepunkt L1 dreht. Die Beobachtungen der Sonde sollen permanent ausgewertet werden. Umfang, Geschwindigkeit und Richtung von koronalen Massenauswürfen können bestimmt werden. Damit könnte bis zu fünf Tagen vorher eine Warnung vor schädlichem Weltraumwetter erfolgen, lange bevor das Ereignis von der Erde oder von Lagrangepunkt L1 aus zu beobachten ist. Auch Partikel und Plasma aus einem solchen Ereignis könnten an L5 früher erfasst werden.
Vigil würde in einer erdähnlichen Sonnenumlaufbahn in ungefähr 150 Millionen km Entfernung zur Sonne und zur Erde am Lagrangepunkt L5 stationiert werden. Es wäre die zweite Mission am L5-Punkt nach dem chinesischen Sonnenobservatorium Xihe 2. Die Bahnen um L5 sind stabil, sodass der Betrieb dauerhaft nur sehr wenig Treibstoff erfordert. Die Sonneneinstrahlung an L5 entspricht der Sonneneinstrahlung bei der Erde, somit können dort die üblichen Solarzellen zur Energieversorgung eingesetzt werden. Ein Nachteil ist aber die Entfernung von 1 AE, also rund 150 Millionen km zur Erde, was die permanente Verwendung von Deep-Space-Stationen erfordert. Ein Radiosignal von L5 zur Erde hat eine Laufzeit von etwa acht Minuten.
Frühe Studien der Mission enthielten eine zweite ESA-Sonde mit ähnlichen Instrumenten, die am Lagrangepunkt L1 stationiert werden und dort das Sonnenobservatorium SOHO ersetzen sollte, das voraussichtlich circa 2025 durch Treibstoffmangel außer Betrieb gehen wird. Stattdessen unterstützt die ESA nun das indische Sonnenobservatorium Aditya-L1 an L1, das sieben verschiedene Instrumente hat und im September 2023 startete. Diese Sonde mit einer geplanten Lebensdauer von mindestens fünf Jahren soll wie Vigil permanent Daten zur Bodenstation liefern. Durch die Beobachtung von zwei Standpunkten aus könnten Ort, Richtung und Geschwindigkeit der Massenauswürfe genauer bestimmt werden. Gemäß einem Abkommen mit der indischen Raumfahrtbehörde ISRO unterstützt die ESA diese Mission mit ihrem ESTRACK-Antennennetzwerk und hält rund um die Uhr den Kontakt zu Aditya-L1.
Ein Standpunkt an L5 erlaubt weiterhin die nahezu lückenlose Untersuchung des Bereichs innerhalb der Erdumlaufbahn zwischen Sonne und Erde auf Asteroiden. Dieses würde aber ein zusätzliches Teleskop als Nutzlast erfordern, das bisher für die Mission nicht vorgeschlagen ist. Davon würden zusätzliche Daten anfallen, die übertragen werden müssen. Von der Erde, L1 und L2 aus, wo sich bereits diverse Weltraumobservatorien aufhalten, befinden sich diese Asteroiden vom Apohele-Typ und verschiedene Erdbahnkreuzer die meiste Zeit in Richtung Sonne und können nur schlecht oder gar nicht beobachtet werden.

## Raumfahrzeug
Der Bau und Entwicklung von Vigil wurde von ESA ein Vertrag mit Airbus Defence & Space UK im Umfang von 340 Millionen € abgeschlossen. Gebaut wird die Sonde in Stevenage.
Vigil selbst soll auf stabilen Langzeitbetrieb ausgelegt werden, womöglich für mehrere Jahrzehnte, und soll darum besonders robust konstruiert werden. Die Versorgungseinheit soll mehrere redundante Systeme haben, die auch bei Ausfällen von Komponenten einen sicheren Weiterbetrieb und Datenerfassung auch bei extremen Sonnenstürmen ermöglichen. Der Schutz soll bis hin zur Stärke des Carrington-Ereignises reichen.

## Nutzlasten
Für die Aufgaben soll Vigil ähnliche Instrumente erhalten, wie sie bereits von SOHO, STEREO, Parker Solar Probe und Solar Orbiter eingesetzt werden. Dazu gehören Ferninstrumente zur permanenten Beobachtung der Sonnenoberfläche, der Sonnenkorona und der Sonnenumgebung, aber auch Instrumente in situ zur direkten Messung der Strahlen, Partikel, Plasma und Magnetfelder, die auf das Raumfahrzeug treffen. Eine komplette Neuentwicklung von Instrumenten ist nicht notwendig, möglicherweise muss man aber Instrumente an die Beobachtungsdistanz anpassen. Primär dient die Mission zur Erfassung des Weltraumwetters und zur Verbesserung der Sicherheit und zum Schutz gegenüber Auswirkungen des Sonnenwinds und nicht der Wissenschaft. Diese Daten eignen sich aber auch zur langfristigen wissenschaftlichen Forschung und Auswertung und könnten dabei helfen, die Ursachen und Faktoren für solche Ereignisse besser zu verstehen und die Prognosen zu verbessern. Im Zuge der internationalen Zusammenarbeit mit den USA werden Instrumente von NASA und NOAA geliefert. 

### Photospheric Magnetographic Imager
Der Photospheric Magnetic field Imager (PMI) stammt aus  Deutschland vom Max-Planck-Institut für Sonnensystemforschung (MPS). Das Instrument ist ein Vektormagnetograf und arbeitet nach dem Zeeman-Effekt ähnlich wie das PHI-Instrument auf Solar Orbiter und kann Magnetfelder auf der Sonnenoberfläche sichtbar machen. Es nimmt ca. 380 Einzelbilder mit einer Kadenz von bis zu 1 bis 2 Minuten auf, diese werden abgeleitet und automatisch komprimiert um den Faktor 30. Das Instrument liefert dann Vektorkarten des photosphärischen Magnetfeldes. Alle 30 Minuten beginnt ein neuer Messzyklus.

### Heliospheric Imager
Der Heliospheric Imager, also die Helosphärenkamera, soll von Leonardo SpA/CSL in Belgien stammen und der Beitrag von Italien und Belgien sein.

### Compact Coronagraph
Compact Coronagraph (USA, NOAA), stammt vom Naval Research Lab

### Plasma Analyser
Der Plasma Analyser soll vom Mullard Space Science Laboratory im Vereinigten Königreich stammen.

### Magnetometer
Magnetometer wird vom Imperial College London und dem Institut für Weltraumforschung Graz bereitgestellt.

### Extreme Ultraviolet Imager (EUV)
Die Extrem-Ultraviolet-Kamera wird von der NASA bereitgestellt.